# Choristoneura murinana
Choristoneura murinana là một loài bướm đêm thuộc họ Tortricidae. Nó được tìm thấy ở Middle và miền trung châu Âu và Cận Đông và ở Bắc Mỹ.
Sải cánh dài 17–24 mm.

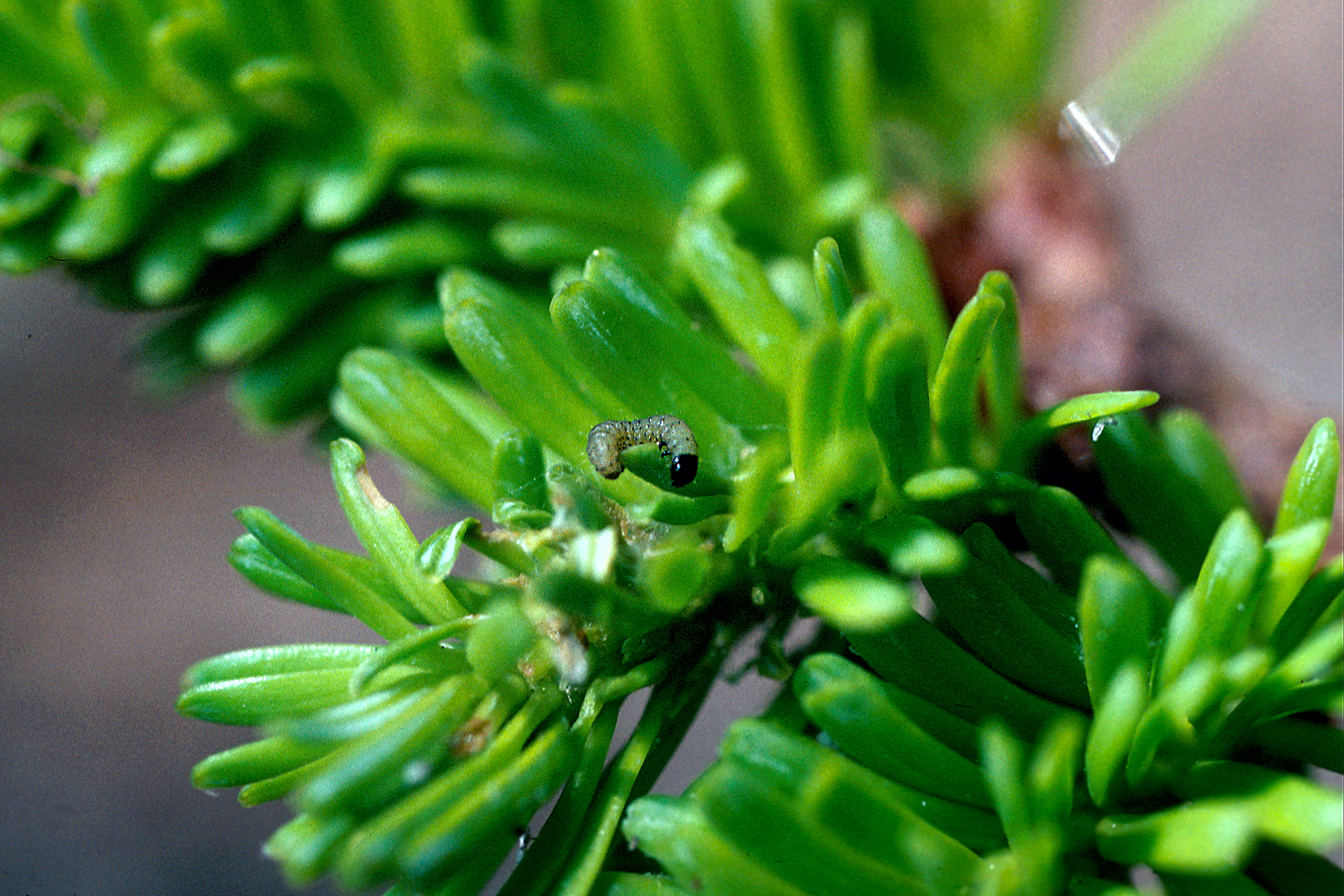
Caterpillar

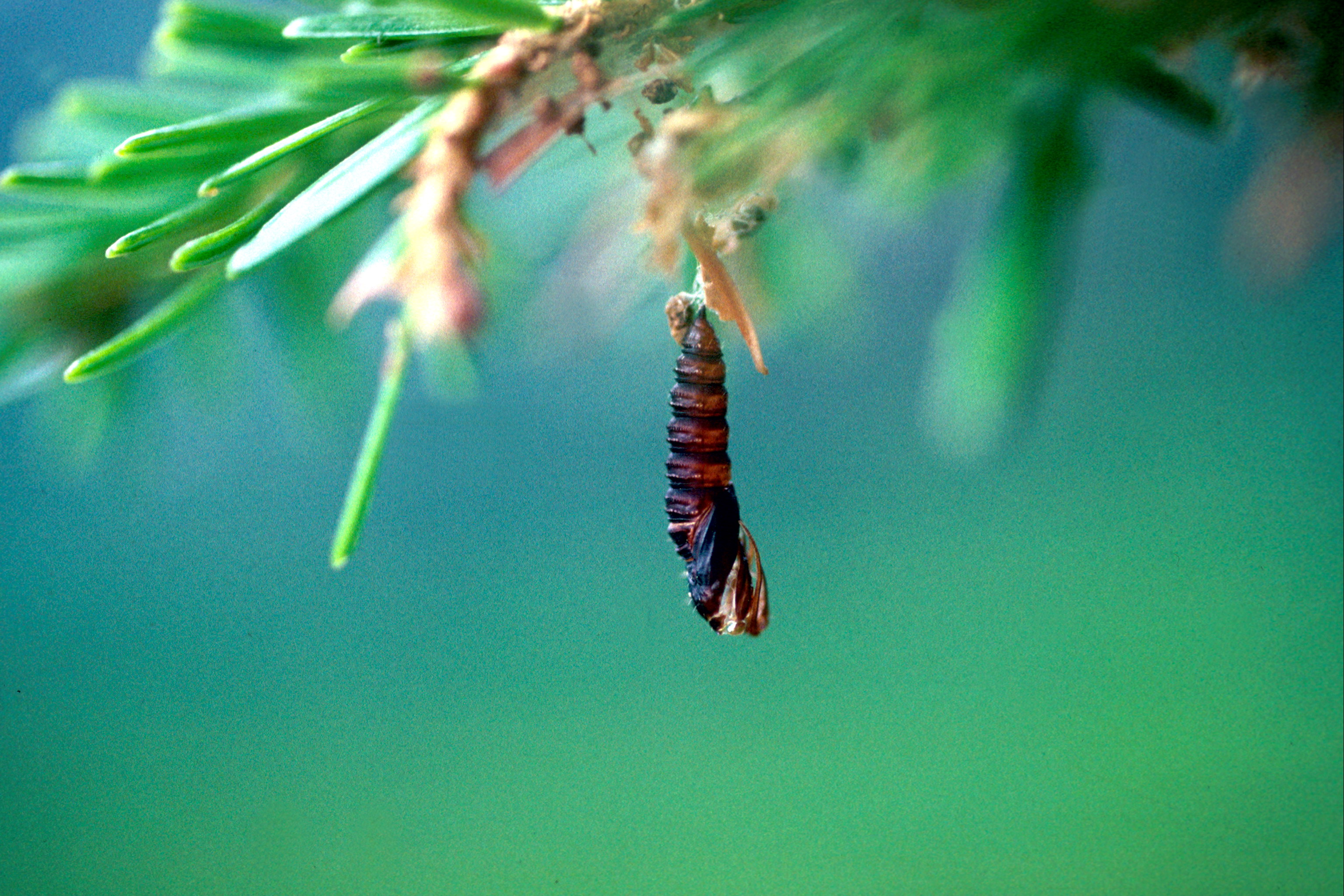
Puppa

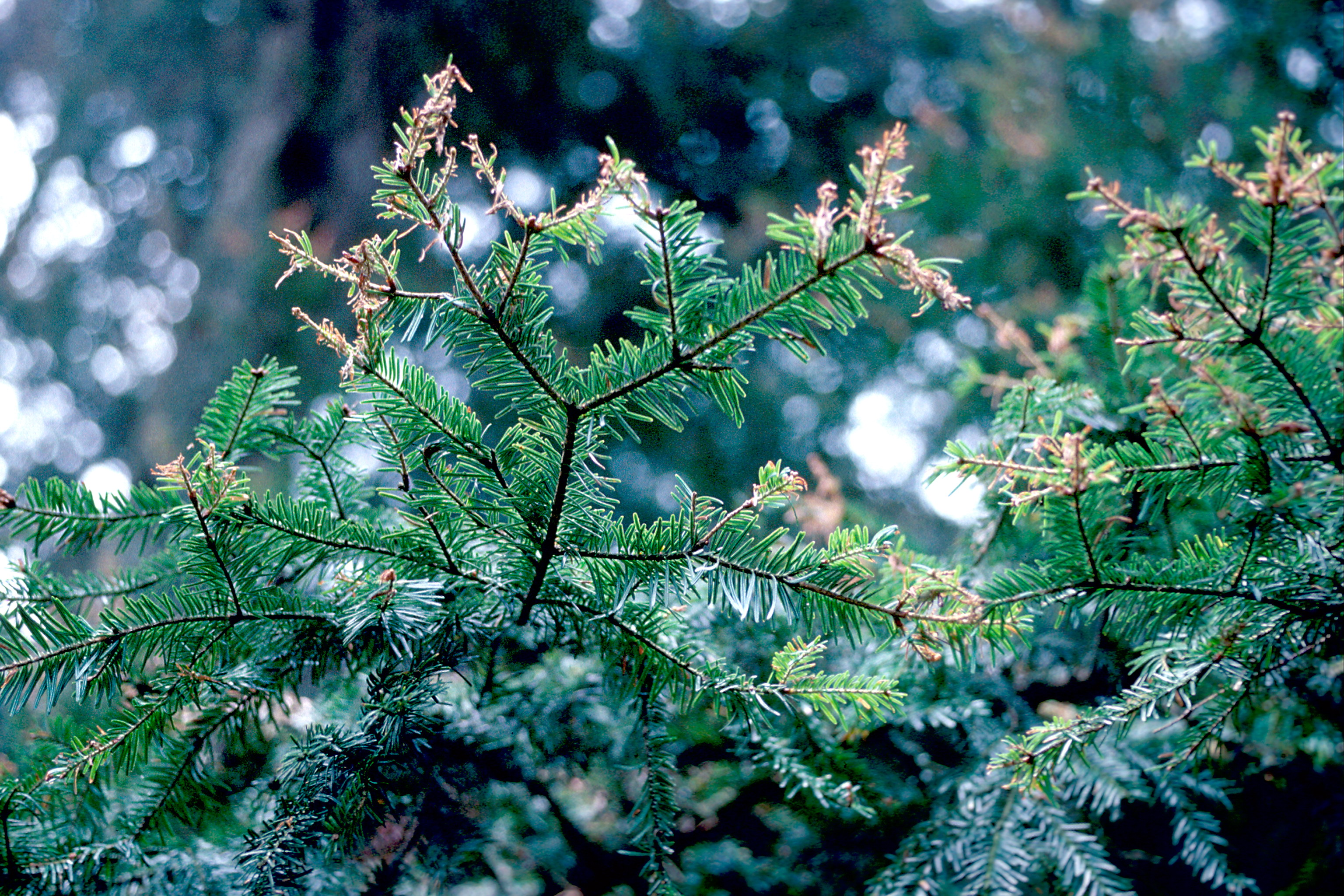
Damage

Ấu trùng ăn các loài Abies alba và in North America also Cedrus Juniperus Picea, Pinus và Pseudotsuga.